# Michał Górski
Michał Górski (* 15. September 1911 in Zakopane; † 19. März 1985 ebenda) war ein polnischer nordischer Skisportler.

## Werdegang
Górski verband bereits in seiner Jugend seine beiden Leidenschaften, den Skisport und die Architektur. Nach seinem Abschluss an der örtlichen Realschule in Zakopane studierte er an der staatlichen Bauschule in Posen und an der Technischen Universität Warschau, an der er erfolgreich den Studiengang Architekturingenieurwesen abschloss. Darüber hinaus ging er für den TS Wisła Zakopane im Skilanglauf und der Nordischen Kombination bei nationalen und internationalen Wettkämpfen an den Start.
Sportliche Karriere
Seine erste Medaille gewann Górski bei den polnischen nordischen Skimeisterschaften 1931, bei denen er mit der 5 × 10-km-Staffel Vizemeister sowie in der Kombination Dritter wurde. Bei den Nordischen Skiweltmeisterschaften 1935 in Vysoké Tatry stellte er seine Klasse unter Beweis. So belegte er im 18-km-Skilanglauf den 23. sowie in der Nordischen Kombination den 18. Platz. Zudem wurde er Siebter mit der 4 × 10-km-Staffel. Bei den Olympischen Winterspielen 1936 in Garmisch-Partenkirchen wurde Górski lediglich im Skilanglauf eingesetzt. Dabei konnte er seine Platzierungen aus dem Vorjahr mit dem 22. Rang im Einzel sowie dem siebten Platz gemeinsam mit Bronisław Czech, Stanisław Karpiel und Marian Woyna-Orlewicz in der Staffel bestätigen. Im Februar 1939 nahm er an den Nordischen Skiweltmeisterschaften im heimischen Zakopane teil. Während er in der Kombination einen beachtlichen siebzehnten Rang erreichte, landete er im 18-km-Skilanglauf abgeschlagen auf dem 70. Platz. Rund eine Woche später startete er bei den akademischen Weltmeisterschaften in Lillehammer, wo er den siebten Platz im Skispringen sowie den achten Rang im Skilanglauf über 18 Kilometer belegte.
Zweiter Weltkrieg
Als mit dem Überfall auf Polen im September 1939 der Zweite Weltkrieg ausbrach, kämpfte Górski zunächst gegen die Nationalsozialisten. Er überlebte und verbrachte den Rest des Krieges in Zakopane.
Karriere als Architekt
Nach dem Ende des Zweiten Weltkriegs widmete sich Górski vier Jahre lang dem Wiederaufbau Warschaus, insbesondere den Krankenhäusern der polnischen Hauptstadt. In Zakopane gründete er die städtische Baufirma und schuf dort neue touristische und sportliche Einrichtungen. Ab 1957 war er Mitarbeiter des Zentralsportzentrums in Zakopane.
Persönliches
Seine Frau Anna, mit der er eine Tochter hatte, ist die Schöpferin des Neo-Zakopane-Stils in der Architektur. Górski wurde mit dem Goldenen Verdienstkreuz ausgezeichnet. Er wurde auf dem Neuen Friedhof in Zakopane begraben.